# Chinesisches Roulette
Chinesisches Roulette is een West-Duitse dramafilm uit 1976 onder regie van Rainer Werner Fassbinder.

## Verhaal
Een echtpaar met een gehandicapte dochter maakt elkaar wijs dat ze op een dienstreis moeten. In werkelijkheid gaan ze echter allebei een weekeindje met hun geliefde in hun vakantiehuisje. Ze betrappen elkaar, maar ze doen alsof hun neus bloedt. Hun dochter stelt tijdens het eten voor om een spelletje Chinese roulette te spelen.

## Rolverdeling
| Acteur             | Personage      |
| ------------------ | -------------- |
| Anna Karina        | Irene Cartis   |
| Margit Carstensen  | Ariane Christ  |
| Brigitte Mira      | Kast           |
| Ulli Lommel        | Kolbe          |
| Alexander Allerson | Gerhard Christ |
| Volker Spengler    | Gabriel Kast   |
| Andrea Schober     | Angela Christ  |
| Macha Méril        | Traunitz       |